# Ogma latens
Ogma latens är en rundmaskart som först beskrevs av Mehta och Raski 1971.  Ogma latens ingår i släktet Ogma och familjen Criconematidae. Inga underarter finns listade i Catalogue of Life.